# Manzana de la Concordia
La Manzana de la Concordia  es una manzana de viviendas situada en el Ensanche Modernista,  en las calles avenida de los Reyes Católicos, García Cabrelles, de la ciudad española de Melilla y forma parte del Conjunto Histórico Artístico de la Ciudad de Melilla, un Bien de Interés Cultural.

## Historia
El general Arizon concede el 14 de mayo de 1910 la manzana a Enrique Cucurella Vidal, que levanta el Mundial Pabellón, un conjunto de edificaciones de madera, en el que se sitúan el Circo de Variedades y El Restaurante Mundial Pabellón. El 9 de marzo de 1912 Cucurella pide que se le concedan los terrenos de forma definitiva y el 21 de mayo de 1913 José de la Gándara concede permiso para edificar un edificio proyectado por José Domenech Mansana en estilo neomudéjar, que no se llega a edificar, al ser vendida la manzana en seis partes.
En ellas según proyecto de Enrique Nieto y Nieto se levantan la Casa Miguel Gómez Morales, entre 1927 y 1928, la Casa de Lázaro Torres, entre 1928 y 1929, la Casa de José García Álvaro, más conocida cómo Casa El Acueducto, la Casa de Vicente Martínez, 1928 y 1932 y en estilo Art decó la Casa de Enrique Nieto 1930 y 1932, siendo la Casa de Joaquín Burillo de 1928 la única no proyectada por Nieto, sino por González Edo con la dirección facultativa Mauricio Jalvo Millán.